# Notophthiracarus maculatus
Notophthiracarus maculatus är en kvalsterart som först beskrevs av Trägårdh 1931.  Notophthiracarus maculatus ingår i släktet Notophthiracarus och familjen Phthiracaridae. Inga underarter finns listade i Catalogue of Life.